# 星风
星風（英語：Stellar Wind）是恒星表面发出的物质流，是恒星质量流失的一种途徑。星風在所有恆星中普遍存在，但速度和强度有很大差異。
太阳发出的星風通常称为太阳风，速度大约为每秒200-300公里，从冕洞吹出的太阳风速度则要快一些，大约每秒700公里。太阳通过星風损失质量的速率约为每年10−14倍太阳质量，在一生中通过星風大约会损失掉0.01%的质量，因此星風对其恆星演化的影响可以忽略不计。红巨星星風的速度较低，大约为每秒20-60公里。但是由于其星風的密度很大，并且红巨星的表面积很大，所以星風造成的质量损失可以达到每年10−8-10−5倍太阳质量。恒星的质量越小，星風损失质量的速率越小，对于太阳这样的中小质量恒星的演化过程来说，星風造成的质量损失可以忽略不计。而对于大质量恒星，如沃尔夫-拉叶星，星風造成的质量损失率很大，在其一生中质量会发生明显的变化，星風对其演化过程具有很重要的影响。
质量较小、温度较低的恒星（此如太阳），星風是由于温度很高的冕层发生压力扩张造成的。对于质量较大、较“热”的恒星，冕层的温度和恒星表面差不多，这时星風主要是由辐射压驱动的。